# China (음반)
《China》는 1979년 4월에 발매된 그리스의 전자 음악 작곡가 반젤리스의 스튜디오 음반이다. 그는 중국에 가본 적이 없지만 이 콘셉트 음반에 중국 악기와 작곡 스타일을 사용했다. 동양의 문화 개념이 대부분 서양 관객들에게 알려지지 않았기 때문에 주제적으로 시대를 앞서 갔다. 이 음반은 약간의 비판적인 찬사를 받았고, 영국 축음기 협회에 의해 60,000장 이상의 판매로 실버 (1985년) 인증을 받았다.

## 배경
1978년 말, 반젤리스는 음반사와의 계약이 없었고(이전 공식적인 《Beaubourg》는 RCA 레코드와의 마지막 계약이었다), 그의 음반을 지원한 다음 회사는 폴리도르 레코드였다.
그것은 중국의 문화, 역사, 음악에서 영감을 받은 느슨한 콘셉트 음반이다. 1979년 인터뷰에서 반젤리스는 "나는 그곳에 가본 적이 없습니다. 나는 중국을 뉴스의 중심에 놓는 사건들 훨씬 전에 그 생각을 가지고 있었습니다. 수년 동안 나는 중국인들에 대해 열정적이었습니다. 나는 정치에 대해 말하는 것이 아니라 옛 중국, 새로운 중국에 대해서도 말하는 것이고, 이 거대한 국가와 그곳에 사는 사람들에 대해 말하는 것입니다. 그곳에서 일어나고 있는 일은 기적적이며 나를 감동시킵니다."라고 말했다.
그는 "내가 느끼는 대로 중국을, 그것의 독특한 특징인 향수와 함께, 이 기록에 담으려고 노력했습니다. 나는 중국의 음악과 그리스의 음악 사이에 특정한 유사점을 발견합니다. 물론, 나는 전 세계적으로 많은 음악적 유사점을 발견합니다." 그러나 "나는 중국 민속 음악을 하려고 노력하지 않았습니다. 나는 중국인이 아니지만, 내가 중국 음악의 이런 특징적인 색깔을 가지고 있다고 느끼는 것을 했습니다."

## 구성
그 작품들은 중국 음악과의 세계적인 융합으로 들리지 않고, 피상적인 영향에 더 가깝다. 《China》는 중국 음악의 사운드에 의해 영향을 받은 단순한 멜로디들로 구성된 집합이다. 〈Chung Kuo〉는 순서에 따라 다른 방식으로 구성된 멜로디를 바꾸는 타성적인 소음들을 충돌시키는 것으로 시작한다. 〈The Long March〉는 신 고전적인 방식의 피아노 독주이다. 〈The Little Fete〉는 구성된 시누아즈리처럼 들린다. 〈Himalaya〉는 길고 대기적이며, 차갑고 바람이 많이 부는 산 공간을 환기시키기 위해 사운드의 세척을 사용한다.

## 반응
| 전문가 평가 | 전문가 평가 |
| 평가 점수   | 평가 점수   |
| 출처        | 점수        |
| ----------- | ----------- |
| Allmusic    | [ 8 ]       |

올뮤직의 존 부시는 "어쿠스틱 피아노와 기타 유기 악기를 사용하는 트랙은 거의 없으며, 중심곡인 〈Chung Kuo〉, 〈The Dragon〉, 〈Himalaya〉는 상쾌한 퍼커션과 신시사이저 효과를 사용하여 주제를 강조한다"고 언급했으며, "링 신시사이저 질감과 위풍당당한 리듬"을 가진 반젤리스는 "중국의 위엄"을 성공적으로 불러 일으켰다고 언급했다.

## 곡 목록
모든 곡들은 반젤리스에 의해 작곡하였다.
| #  | 제목                 | 재생 시간 |
| -- | -------------------- | --------- |
| 1. | 〈Chung Kuo〉        | 5:31      |
| 2. | 〈The Long March〉   | 2:01      |
| 3. | 〈The Dragon〉       | 4:13      |
| 4. | 〈The Plum Blossom〉 | 2:36      |
| 5. | 〈The Tao of Love〉  | 2:44      |
| 6. | 〈The Little Fete〉  | 3:01      |
| 7. | 〈Yin & Yang〉       | 5:48      |
| 8. | 〈Himalaya〉         | 10:53     |
| 9. | 〈Summit〉           | 4:30      |